# Década de 1190 a.C.

## Eventos
- 1198 a.C. - Hércules é colocado entre os deuses.[1]
- 1197 a.C. - Ascânio, ou Iulo, filho de Enéas, rei dos Latinos. Ele reinou por trinta e oito anos.[1]

## Nascimentos
- 1197 a.C. - Sílvio Póstumo, filho de Enéas com Lavínia, filha de Latino. Ele se chamou Sílvio porque nasceu na floresta. e Póstumo pois Enéas já estava morto.[1]

## Mortes
- 1197 a.C. - Enéas.[Nota 1]